# Família Gonçalves de Menezes
Gonçalves de Menezes foi uma família portuguesa, originária do Distrito de Braga, região do Minho. Ao longo dos séculos XVI e XVII, seus membros espalharam-se por diversas freguesias dos concelhos de Braga e Barcelos, especialmente nas terras da antiga Honra de Fralães, hoje representadas pelas freguesias de Viatodos, Grimancelos e Silveiros. A partir do século XVIII, parte da família passou também à freguesia de Nine, concelho de Vila Nova de Famalicão. Desta última, em meados do século XIX, partiram os primos-irmãos, Joaquim Gonçalves de Menezes e Tomás Xavier Ferreira de Menezes, em direção ao Brasil, deixando assim numerosa descendência também no Rio de Janeiro.

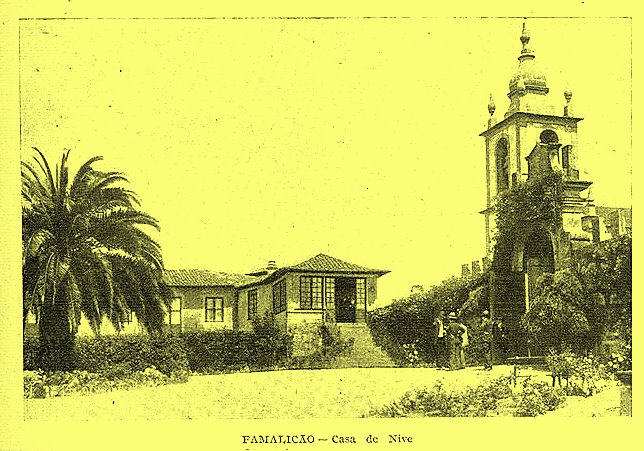
Nine, Famalicão, Portugal

## Breve histórico
Contando aproximadamente cinco séculos de registro histórico-familiar, a descendência da família está por volta de sua décima segunda e décima terceira geração, a contar de Cristóvão Gonçalves, nascido a cerca de 1565, em Portugal, filho natural de Luís Gonçalves de Menezes (? - 1607), veador da Casa de Bragança, Alcaide Mor do Castelo de Porto de Mós, Comendador de São Gens de Parada.
Por mais de quatro séculos, a família assinou e preservou o uso do sobrenome composto Gonçalves de Menezes. No entanto, a partir do século XX, os Gonçalves de Menezes foram extinguindo-se pouco a pouco, tanto em Portugal quanto no Brasil.
Em Portugal, os Gonçalves de Menezes tiveram vários senhorios de terras na região dos concelhos de Braga e Barcelos, especialmente nas freguesias de Nine e Viatodos. A atual Casa de Nine, outrora chamada de Paço Veloso, foi objeto de herança de Bernarda Tomé Veloso de Oliveira (Nine,1707 - Nine,1778), filha primogênita de geração exclusivamente feminina de Domingos Tomé Gonçalves com Maria Veloso de Oliveira, e que se casara com António Gonçalves de Menezes (Viatodos,1677 - Nine, 1745), em Nine, em 7 de março de 1735. 
Afora alguns casamentos endogâmicos em suas mais antigas gerações, os Gonçalves de Menezes uniram-se em casamento, por duas vezes, a descendentes dos Silvas de Santa Eulália de Rio Covo, senhores da Casa de Paços, citados por Manuel José da Costa Felgueiras Gaio em sua obra genealógica “Nobiliário de Famílias de Portugal”, onde os chama de "Silvas de Rio Covo". Foram elas: a citada Bernarda Tomé Veloso, e Bernarda Maria Barbosa de Araújo (Fonte Coberta, 1788 - Nine, 1841), casada com Antonio Gonçalves de Menezes (Nine, 1785 - ?), neto da referida Bernarda Tomé. 
A exemplo do que ocorrera no vizinho Solar de Monte de Fralães, as casas e terras dos Gonçalves Menezes foram invadidas por tropas napoleônicas, causando-lhes perdas incalculáveis, especialmente no campo, inteiramente devastado por ordem do imperador francês. Os Correa e Lacerdas, Senhores de Fralães, reagiram, e chegaram a capitanear a primeira expulsão francesa. 
Os primos Joaquim Gonçalves de Menezes e Tomás Xavier Ferreira de Menezes migraram para o Rio de Janeiro, onde receberam permissão para exploração de linhas de transporte urbano, especialmente linhas partidas do bairro de São Cristóvão. Chegaram a contar com mais de 150 taxis em circulação na cidade. Mais adiante, seriam os primos também responsáveis por inúmeras obras públicas, e em especial uma, que foi considerada um milagre da engenharia na época: a construção em terreno íngreme de mais de 3 mil metros de linha férrea, ligando o bairro do Cosme Velho ao topo do morro do Corcovado, em um tempo record de apenas 3 anos.
Os títulos nobiliárquicos, com os quais foram agraciados alguns de seus membros, foram concedidos exclusivamente em Portugal. No Brasil foram concedidas apenas algumas comendas e honrarias típicas do período do Império Português, especialmente a Comenda da Imperial Ordem da Rosa. O último membro da família a tirar a Carta e o Brasão de armas dos antigos Menezes foi o Doutor Guilherme Filipe Menezes de Sousa Fontes (2 de março de 1930, Porto, Portugal - 16 de agosto de 2005, Porto, Portugal), pelo processo de número 576, datado de 29 de Janeiro de 1974, registrado no Livro I do Conselho da Nobreza, atual Instituto da Nobreza Portuguesa, às fls. 82v.

## Casal-tronco da família
Procede de Domingos Gonçalves de Menezes (c. 1615, Grimancelos - 18 de março de 1694, Viatodos), filho de Cristóvão Gonçalves (c.1565 - ?), e de sua esposa, Maria Gonçalves. Deixou descendência de seu casamento, em 1 de novembro de 1639, em Viatodos, com Antonia Martins (20 de maio de 1612, Viatodos - ?), filha de Gonçalo Gonçalves e Isabel Martins.

## No Brasil

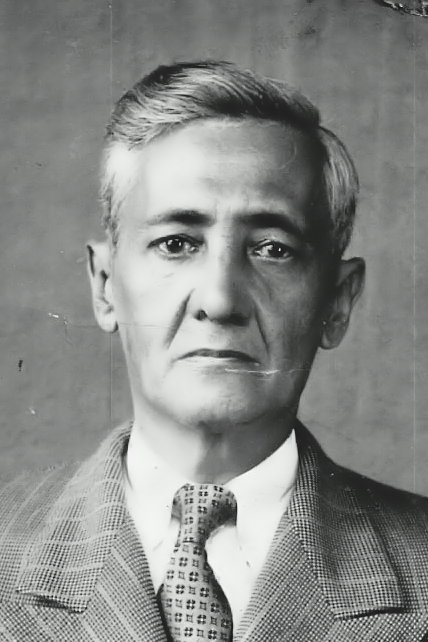
Antônio Gonçalves de Menezes, que operou no sistema financeiro no Brasil.

Como citado acima, dois descendentes da família migraram e estabeleceram-se no Rio de Janeiro, em meados século XIX: os primos Joaquim Gonçalves de Menezes (1822, Nine, Portugal - c.1890 , Rio de Janeiro, Brasil) e Tomás Xavier Ferreira de Menezes (1818, Ponte da Barca – 1891, Rio de Janeiro). Abandonando a antiga tradição da exploração da terra e de tabelionatos, os primos Menezes inauguraram uma fase eminentemente capitalista na família, constituindo-se em empresários e empreendedores modernos, com atividades nos ramos de transporte, comércio e construção civil na capital do Império Brasileiro.

### Ramo brasileiro de Joaquim Gonçalves de Menezes
Joaquim Gonçalves de Menezes (1822, Nine, Portugal - ?, Rio de Janeiro, Brasil), filho de Antonio Gonçalves de Menezes e de Bernarda Barbosa de Araújo, acima citados, casou-se, na capela da residência de seu primo Tomás Xavier Ferreira de Menezes, no Rio de Janeiro, em 28 de agosto de 1860, com Eulália Emília da Ascensão (?, Nine, Portugal - ? , Rio de Janeiro, Brasil), filha de Francisco Manuel de Ascensão e de Inácia Jacinta de Farias. Desta união nasceram sete filhos que, juntamente com seus primos Oliveira de Menezes, se constituíram na primeira geração de descendentes dos Gonçalves de Menezes no Brasil. A geração constituiu-se de seis filhas, e do único varão, João Gonçalves de Menezes, casado no Rio de Janeiro com Hermínia Luísa Ávila, em 1888.

### Ramo brasileiro de Tomás Xavier Ferreira de Menezes
Tomás Xavier Ferreira de Menezes foi filho do primeiro casamento do tabelião de Ponte da Barca, João Gonçalves de Menezes (Nine, 1787 - Ponte da Barca, 1850) com Rosalina Angélica das Dores de Almeida Pinto Ferreira (Ponte da Barca, 1797 - Ponte da Barca, 1825). Passou de Portugal para o Brasil, estabelecendo-se na Corte da Província do Rio de Janeiro, como dito acima. Retornou a Portugal, lá estabelecendo residência novamente por ocasião de seu segundo matrimônio, foi agraciado com a Comenda da Ordem de Nossa Senhora da Conceição de Vila Viçosa, mas veio a falecer no Rio de Janeiro, em viagem de visita aos filhos e negócios, no ano de 1891, em sua Quinta da Ponta do Caju, outrora propriedade da família Imperial brasileira. De seu primeiro casamento, no Brasil, com Carlota Joaquina de Oliveira Guimarães, descenderam os Oliveira de Menezes do Rio de Janeiro. De seu segundo casamento, em Portugal, com Francisca Felisbina da Fonseca Pascoal, deixou apenas um filho de nome Ernesto Xavier Ferreira de Menezes, cuja descendência ainda hoje vive no Porto, em Portugal.

## Alguns registros de descendência
Afora os já citados, registram-se ainda como descendentes da família, Casimiro D'Ascensão de Sousa e Menezes, engenheiro conselheiro de Sua Majestade El Rey D.Carlos I de Portugal, Helô Pinheiro, modelo e apresentadora, Carlos Eduardo de Almeida Barata, arquiteto e genealogista brasileiro, as jornalista Mariza Tavares Figueira e a apresentadora, atriz e modelo Ticiane Andréa Mendes Pinheiro Tralli, mais conhecida como Ticiane Pinheiro.